# Ben Aldridge
Benjamin Charles Aldridge, detto Ben (Exeter, 12 novembre 1985), è un attore britannico, attivo in campo televisivo, cinematografico e teatrale.

## Biografia
Ha cominciato a recitare da adolescente con il National Youth Theatre, prima di studiare recitazione alla London Academy of Music and Dramatic Art. Nel 2008 ha fatto il suo debutto televisivo nella miniserie della BBC The Devil's Whore, a cui sono seguite apparizioni nelle serie televisive Lewis e Vera. Molto attivo anche in campo teatrale, ha recitato in Romeo e Giulietta al Globe Theatre di Londra nel ruolo di Benvolio e nel musical American Psycho con Matt Smith all'Almeida Theatre. Aldridge è noto soprattutto per aver interpretato "Arsehole Guy" nella serie TV Fleabag di Phoebe Waller-Bridge .
Nel giugno 2020 ha fatto coming out, dichiarando la sua omosessualità su Instagram.

## Filmografia parziale

### Cinema
- Le due vie del destino - The Railway Man (The Railway Man), regia di Jonathan Teplitzky (2013)
- Spoiler Alert, regia di Michael Showalter (2022)
- Bussano alla porta (Knock at the Cabin), regia di M. Night Shyamalan (2023)

### Televisione
- Lewis - serie TV, 1 episodio (2009)
- Vera - serie TV, 1 episodio (2012)
- La Bibbia - serie TV, 1 episodio (2013)
- Our girl - serie TV, (2013-)
- Reign - serie TV, 7 episodi (2014-2015)
- Fleabag - serie TV, 5 episodi (2016-2019)
- Pennyworth - serie TV, 10 episodi (2019)

## Doppiatori italiani
Nelle versioni in italiano delle opere in cui ha recitato, Ben Aldridge è stato doppiato da:
- Emiliano Coltorti in Reign, Bussano alla porta
- Luca Mannocci in Fleabag, Spoiler Alert